# バナップル
バナップル（英: Banapple）は、バナナの品種の一つである。

## 特徴
一般的なバナナより酸味が強く、味覚分析上ふじりんごに近いバランスを示す。シュガースポットが出ず、果皮が黒く変色しても果肉には変化が見られない。低温でも果肉が崩れにくく、冷蔵庫での保存が可能である。香気成分のうち、バナナの香りを特徴づける酢酸イソアミルおよび酪酸イソアミルの含有率が低く、これに代わり酢酸や酪酸エチルの比率が高い。

## 流通
スミフルジャパン（旧 住商フルーツ）の、フィリピンにある研究所で開発され、2012年より百貨店などで販売が始まった。2014年には専用パックにより全国のスーパーマーケット等でも流通するようになった。商品名はBananaとAppleの造語で、「リンゴのような味わいのバナナ」という意味がこめられている。バナナとリンゴを交配させた果物ではない。